# Kloster Ourscamp
Das Kloster Ourscamp (Abbaye d’Ourscamps, Ursi Campus) ist eine ehemalige Zisterzienserabtei in der Gemeinde Chiry-Ourscamp im Département Oise, Region Hauts-de-France, in Frankreich. Es liegt rund fünf Kilometer südlich von Noyon nahe der Oise.

## Geschichte

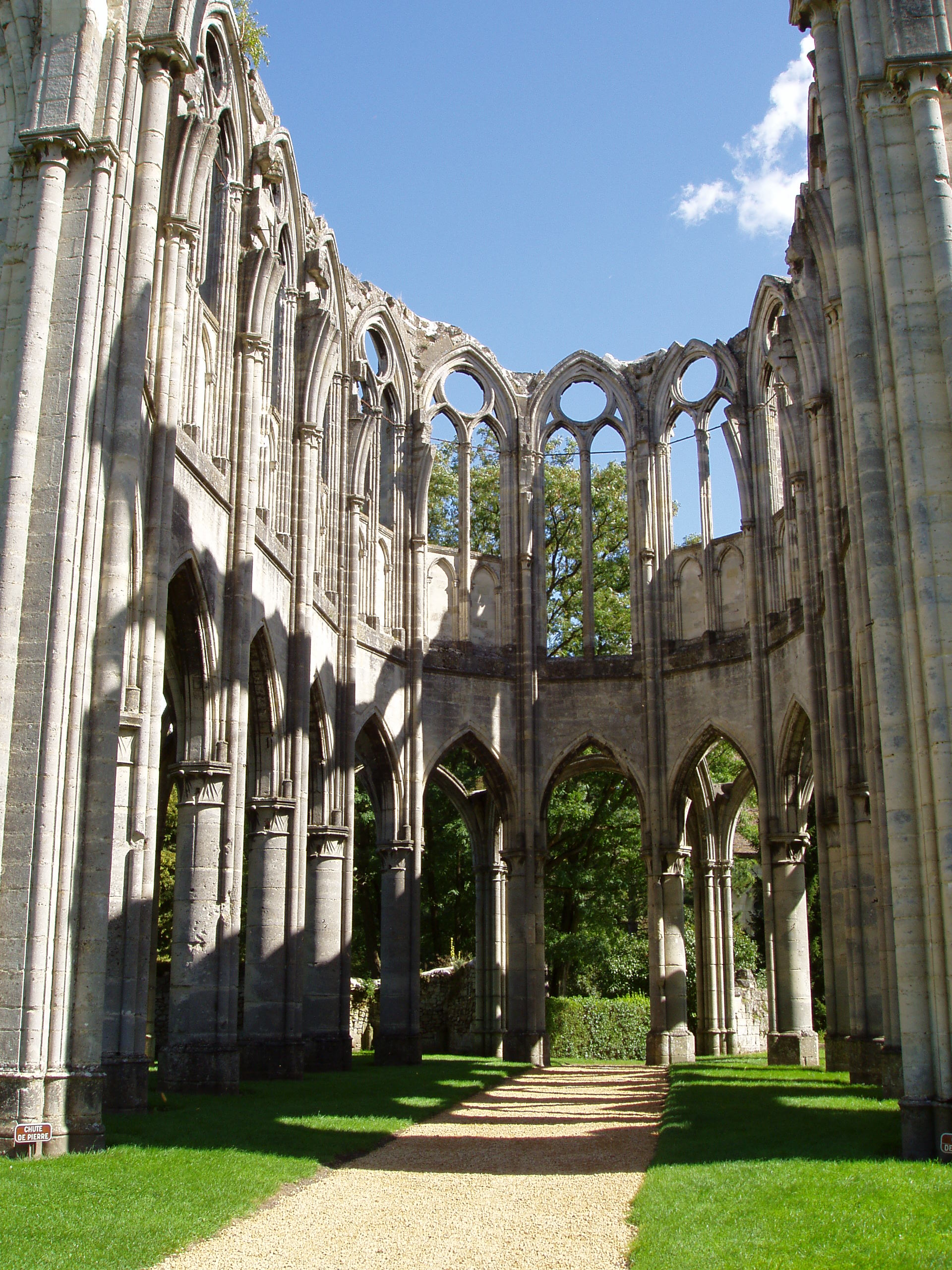
Chorruine

Auf Bitten des Bischofs von Noyon, Simon von Vermandois, ließ sich 1129 ein Konvent aus der Primarabtei Clairvaux in Ourscamp nieder. Eine erste Kirche wurde bereits 1134 geweiht. Der Bau der zweiten Kirche nach dem Vorbild der Kathedrale von Noyon begann 1154. Diese war 102 m lang, 24 m breit und bis zu den Gewölben 16 m hoch. Ein Jahrhundert später wurde der ursprüngliche flach geschlossene Chor durch einen durch drei Chorjoche von Querschiff abgesetzten Chor mit fünf Umgangskapellen abgelöst. Das Kloster zählte zeitweise über 500 Mönche. 1358 wurden bei einem Überfall navarresischer Abenteurer mehrere Mönche getötet. Der Konversenflügel wurde 1677 durch einen neuen Gästetrakt („Lothringer Flügel“) ersetzt. 1748 wurde ein neues Abtshaus („Gesvres-Flügel“) errichtet. Die Kirchenfassade wurde 1745 den neuen Flügeln angepasst. Bei der Auflösung des Klosters in der Französischen Revolution wurde es in ein Lazarett für die Nordarmee verwandelt. Später wurde es zu einem Schloss umgebaut. Dabei wurde wohl im Geist der Ruinenromantik das neunjochige Langhaus der Kirche niedergelegt. 1825 wurde eine Spinnerei eingerichtet. Im Ersten Weltkrieg brannte das Kloster 1915 teilweise, insbesondere der Lothringer Flügel, aus. 1941 zog eine religiöse Gemeinschaft, die Serviteurs de Jésus et de Marie, ein.

## Bauten und Anlage
Von der Kirche sind noch die Chorpartie, die ihr Gewölbe und die Umgangskapellen verloren hat, mit dem gotischen Triumphbogen und die Ostwände des Querhauses erhalten. Bewahrt ist auch die heute als Kapelle genutzte südöstlich von der Kirche gelegene monumentale Infirmerie aus dem Jahr 1220 mit einem einzigen, kreuzrippengewölbten 46 m langen und 16 m breiten dreischiffigen Saal mit zwei Reihen zu je acht Säulen, die als die schönste in Frankreich gilt. Von dem Kloster ist auch das Pariser Stadthaus erhalten.

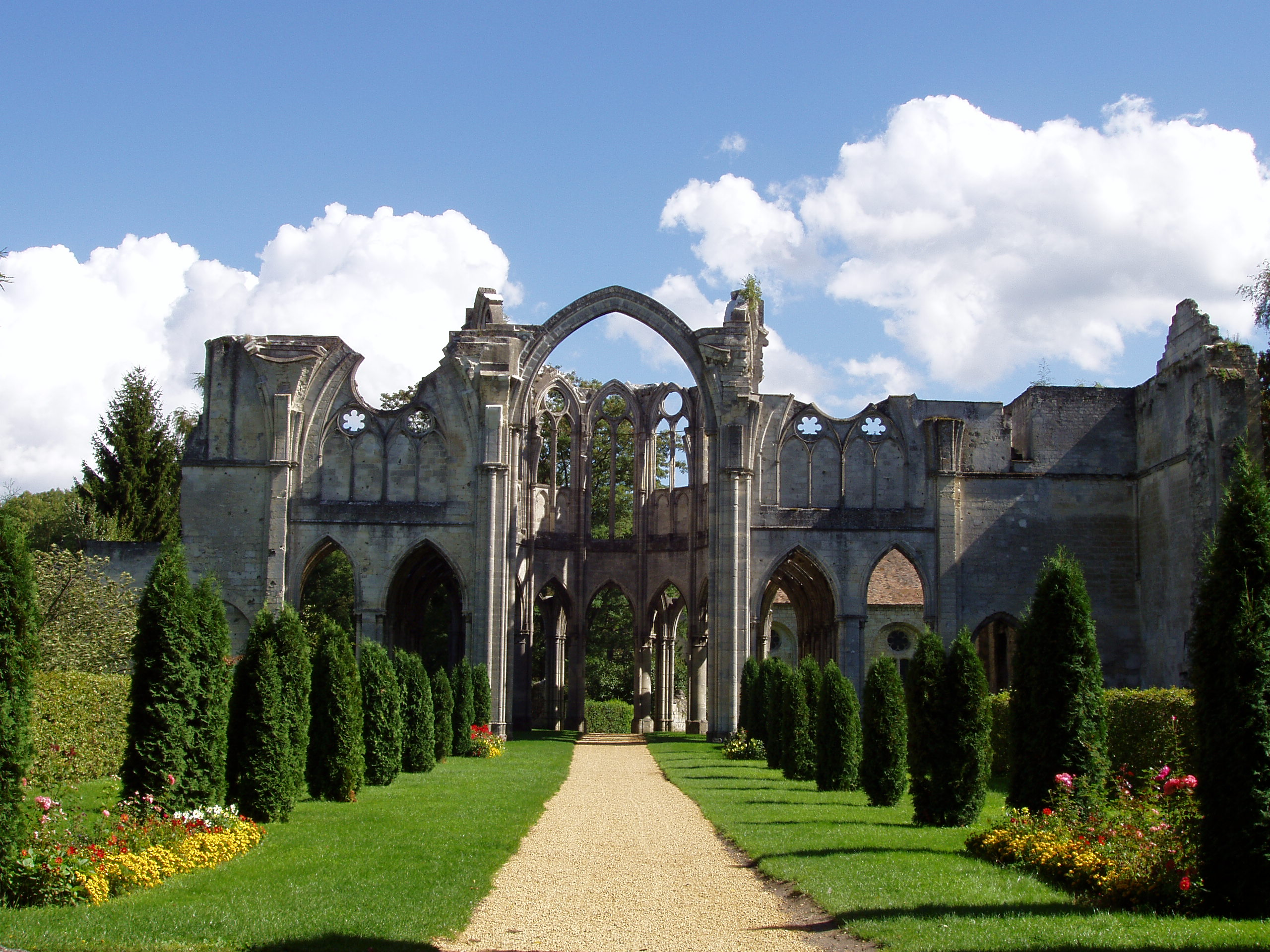
Chorparte der Abtei
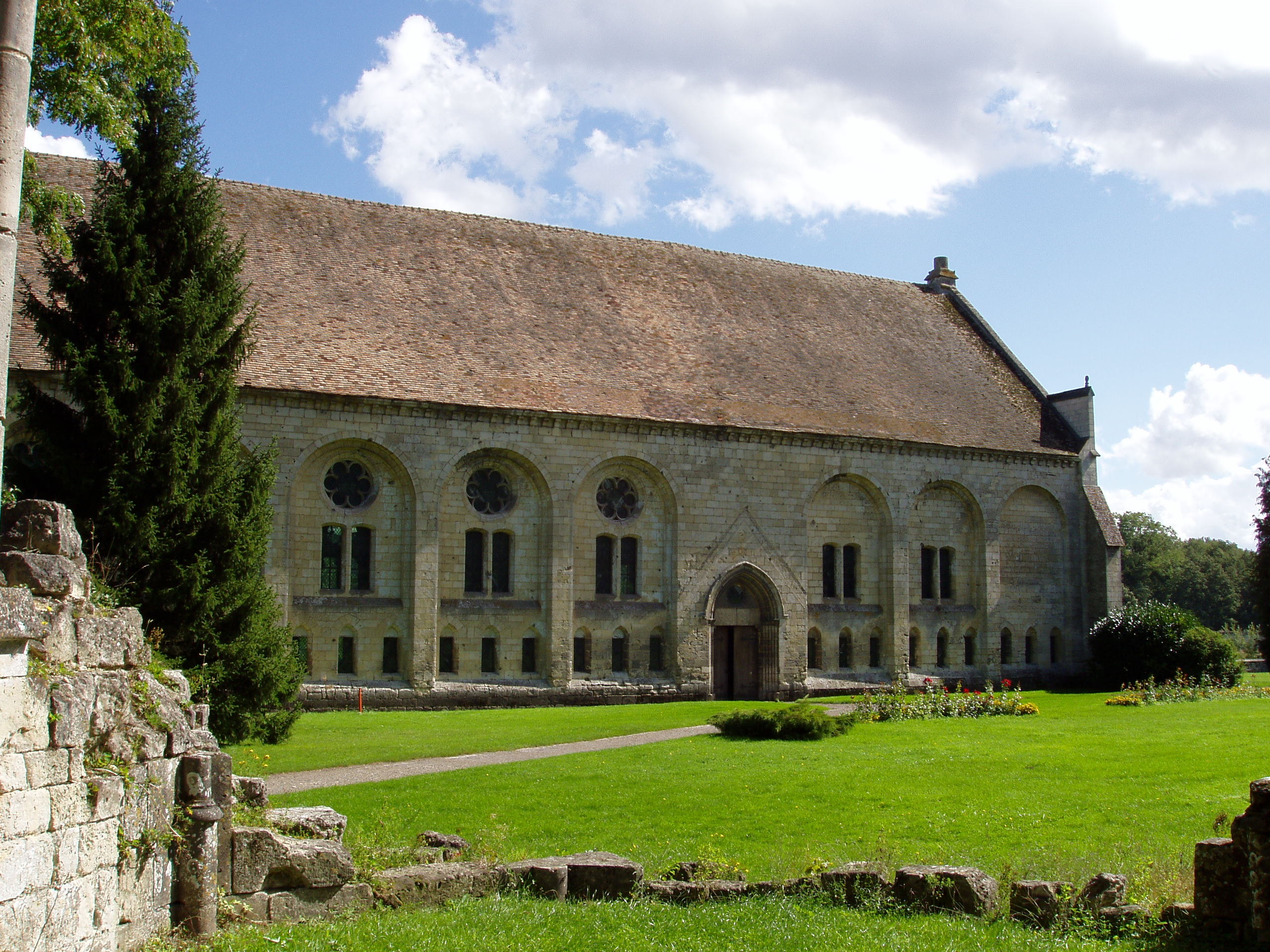
Infirmerie
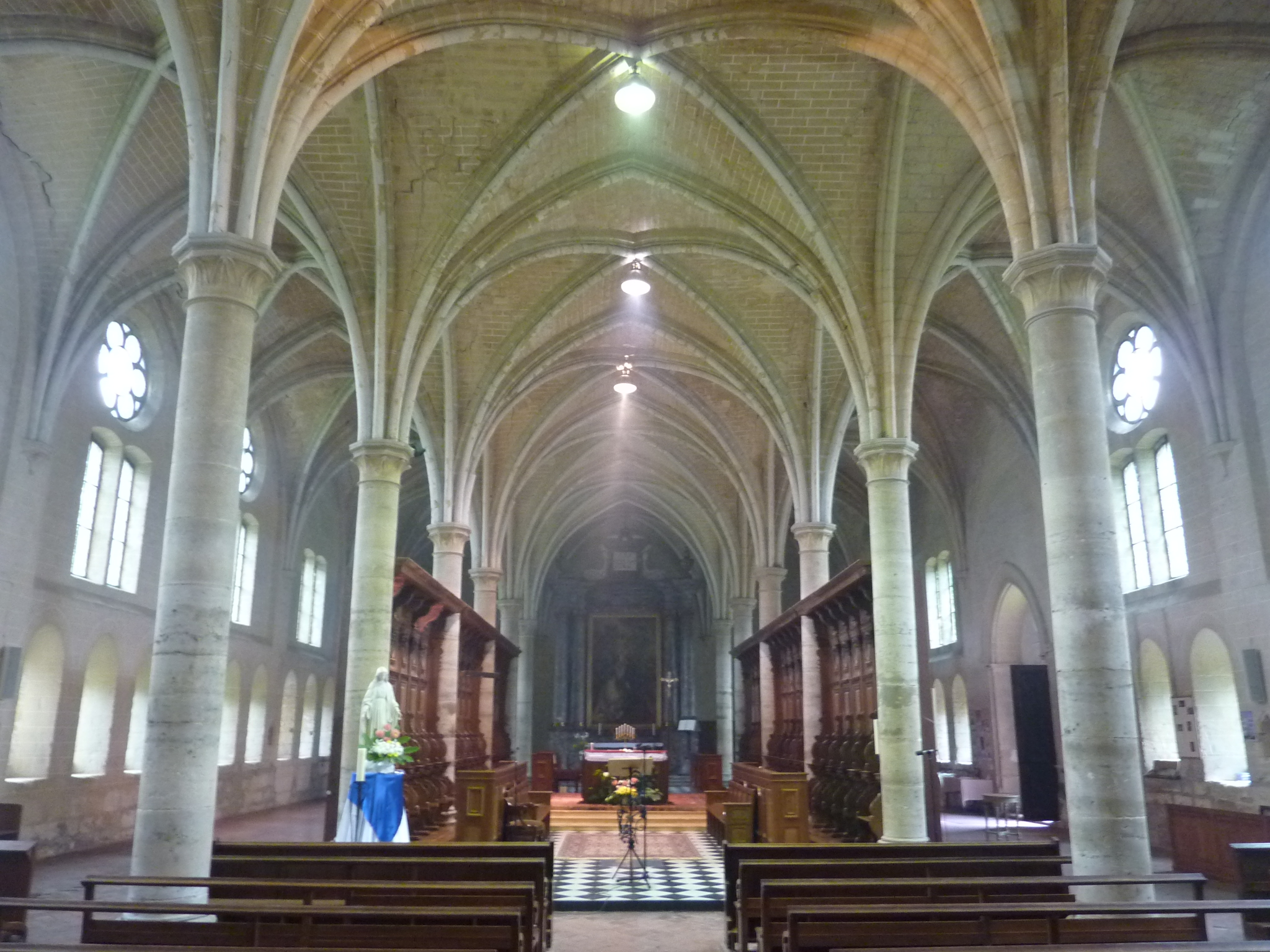
Blick in die als Gottesdienstraum genutzte Infirmerie
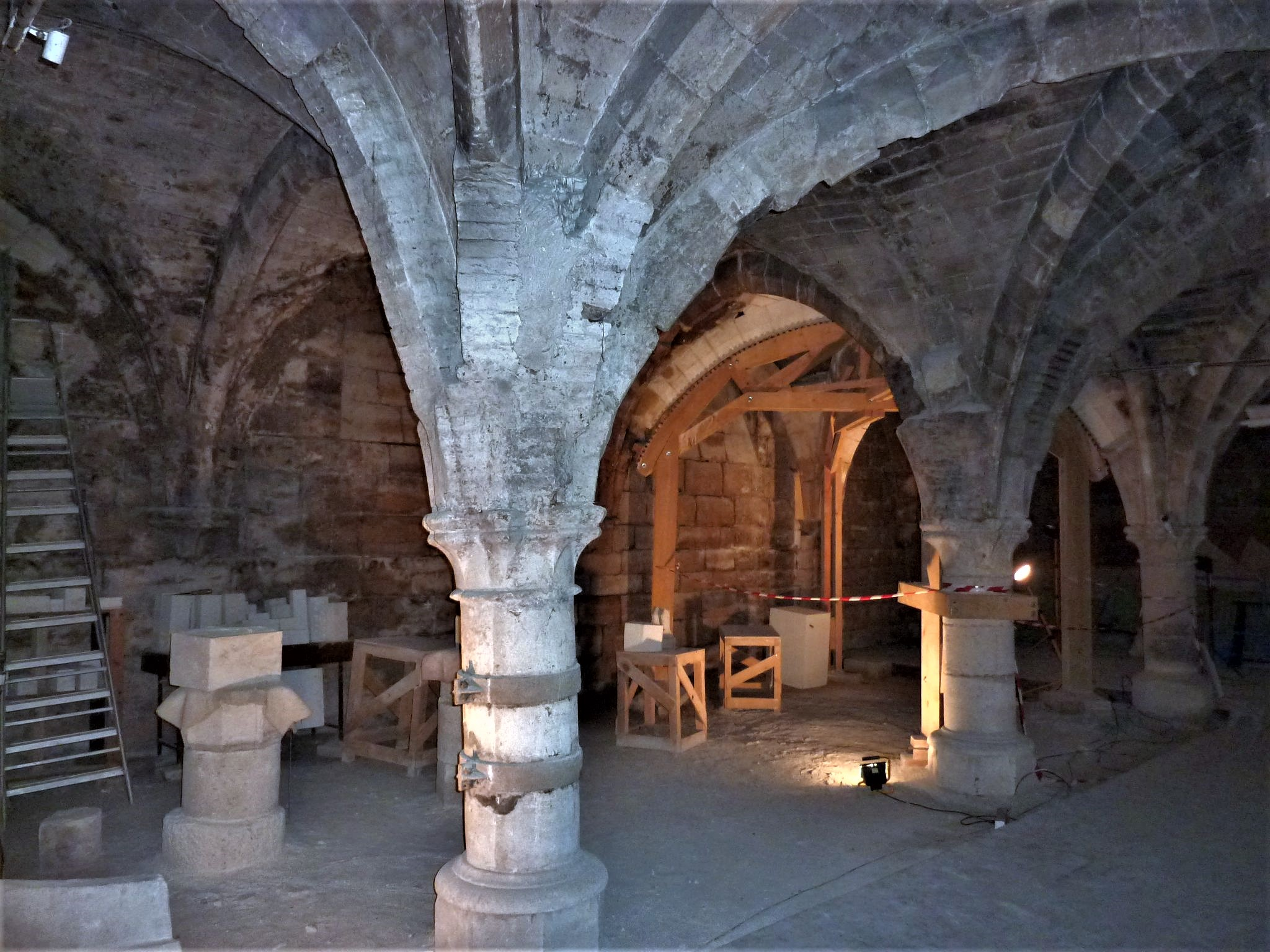
Erhaltenes mittelalterliches Kellergewölbe im Pariser Stadthaus der Abtei